# Tortuga terrestre de potes grogues
La tortuga terrestre de potes grogues, motel (en el Perú), morrocoy de la selva o morrocoy amazònic ( Geochelone denticulata) és una  tortuga que viu a la selva tropical humida. Originària de Sud-amèrica, es troba a les selves de Colòmbia, Veneçuela, Guaianes, Trinitat i Tobago, Brasil, l'Equador, el Perú, Bolívia i Paraguai.

## Morfologia
La tortuga de potes grogues és molt més gran que la seva veïna, la tortuga de potes vermelles o tortuga carbonària (Geochelone carbonaria), i és la tortuga terrestre continental més gran de tota l'Amèrica del Sud. La seva closca mesura dels 50 als 65 cm en els mascles i entre els 65 i els 75 cm en les femelles, és de color marró fosc (mai negre) amb cercles més clars o grocs. El plastró és marró amb quadres grocs, aplanat en les femelles i còncau en els mascles. Té múltiples taques grogues en les potes i en el cap, per això és coneguda com la tortuga terrestre de potes grogues. La pell és de color negre brillant amb marques grogues en el cap i en la mandíbula inferior.

## Hàbitat natural
Hi ha un cert desacord sobre quin hàbitat és el preferit de les tortugues de potes grogues. Alguns experts consideren que el seu hàbitat són les pastures i els boscos secs tropicals i subtropicals, i que l'hàbitat de la selva tropical és marginal. Altres suggereixen que els boscos humits són el seu hàbitat preferit. En qualsevol cas es troben en zones forestals seques, prats i sabanes, o en hàbitats més oberts. La tortuga de potes vermelles o tortuga carbonària comparteix alguns hàbitats amb la tortuga de potes grogues. En els rangs que es comparteixen a Surinam, la tortuga de potes vermelles ha sortit dels boscos per anar a les pastures (que són el resultat de la tala i crema per l'agricultura), mentre que la tortuga de potes grogues s'ha mantingut en el dels boscos.

## Comportament
Les tortugues s'identifiquen entre si mitjançant el llenguatge corporal. La tortuga mascle fa moviments del cap cap a altres mascles, però les femelles no fan aquests moviments del cap. Les tortugues mascles també giren el cap cap enrere i cap endavant en un ritme continu com a ritual d'aparellament. L'aparellament es produeix durant tot l'any en la tortuga de potes grogues.

## Reproducció

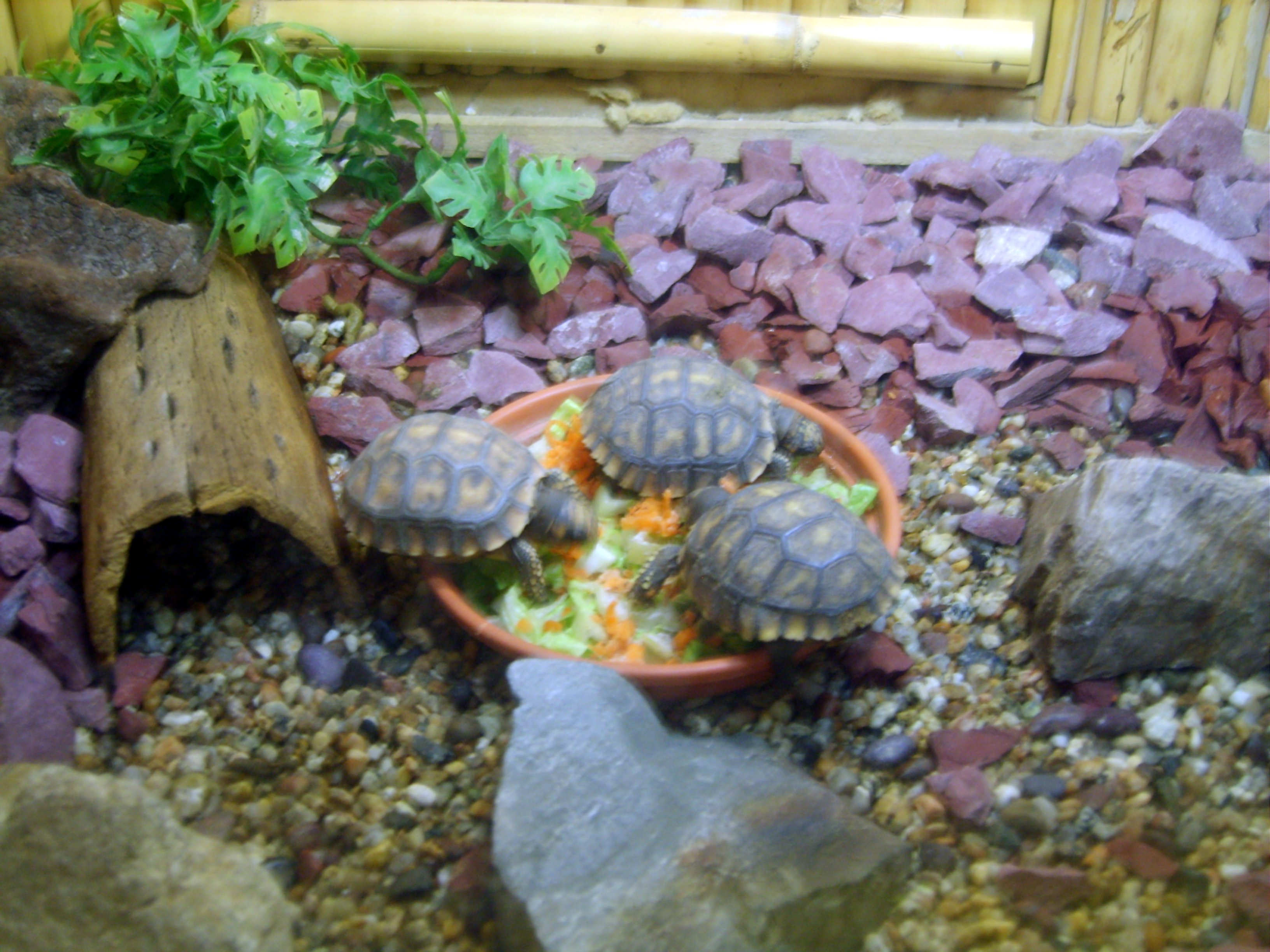
Tres tortugues de potes grogues en un terrari.

Maduren sexualment entre els 5 i 7 anys. El mascle sol ser molt territorial enfront dels seus semblants. Durant l'aparellament segueix la femella i la pressiona amb mossegades i copets, fins a aconseguir que accepti l'acoblament, després del qual la femella diposita 3-8 ous, el que passa fins a 7 vegades l'any. Els ous requereixen un període d'incubació del voltant de 4 a 5 mesos, amb una temperatura de 28 °C a 29 °C i amb un alt grau d'humitat. La reproducció està sincronitzada amb l'inici de la temporada de pluges (del juliol al setembre), on es va observar un augment general de l'activitat. Els mascles s'identifiquen entre si mitjançant un moviment del cap característic. Si no obté de l'altre un moviment del cap en resposta, és la primera indicació que l'altra tortuga és una femella. L'experimentació científica i l'observació també han indicat que la coloració del cap ha de ser la correcta. A continuació, farà olor la regió cloacal de la tortuga femella. La còpula en general segueix, encara que de vegades hi ha un període de persecució. Durant el festeig i la còpula el mascle emet sons que sonen molt semblant al d'un pollastre. Els mascles rivals s'enfrontaran, en un intent d'anul·lar-se un a l'altre, però ni els mascles ni les femelles defensen un territori, són considerats nòmades en els seus moviments. Els mascles són més grossos que les femelles, es creu que amb el combat el mascle ha evolucionat més gran, perquè els mascles més grans tenen una millor oportunitat de guanyar un combat i d'aconseguir l'aparellament amb una femella, de manera que passa la seva major grandària als seus descendents. Les espècies amb mascles més petits que les femelles van evolucionar en mascles més petits perquè són més mòbils i poden aparellar-se amb un gran nombre de femelles, i això es va transmetre en els seus gens.

## Conservació
Com amb moltes altres espècies tropicals a l'Amazònia la tortuga s'utilitza com a ingredient principal de diversos plats dels pobles indígenes, i és possible trobar la seva carn a la venda en mercats de ciutats amazòniques. El seu estat de conservació és vulnerable. En el Perú no es recomana adquirir tortugues vives o la seva carn en els mercats, ja que han estat extretes del seu hàbitat natural, ja que no hi ha vivers per a aquests animals. Així mateix, està prohibit el seu transport i la seva comercialització en el país i la seva sortida a l'exterior. La tortuga de potes grogues és una espècie vulnerable. Les poblacions principals es troben a l'Amèrica del Sud, i estan protegides pel Conveni sobre el Comerç Internacional d'Espècies Amenaçades, (CITES), en l'apèndix II. Igual que amb moltes espècies de tortugues, moltes d'elles acaben com a aliment en els mercats locals.